# Конингхам (Пенсилванија)
Конингхам (енгл. Conyngham) град је у америчкој савезној држави Пенсилванија.

## Демографија
По попису из 2010. године број становника је 1.914, што је 44 (-2,2%) становника мање него 2000. године.
| Група             | 2000.         | 2010.         |
| Белци             | 1.895 (96,8%) | 1.834 (95,8%) |
| Афроамериканци    | 1 (0,1%)      | 10 (0,5%)     |
| Азијати           | 44 (2,2%)     | 17 (0,9%)     |
| Хиспаноамериканци | 14 (0,7%)     | 38 (2,0%)     |
| Укупно            | 1.958         | 1.914         |